# ماري بوند ديفيس
ماري بوند ديفيس (بالإنجليزية: Mary Bond Davis)‏ هي ممثلة أمريكية، ولدت في 3 يونيو 1958.

## وصلات خارجية
- ماري بوند ديفيس على موقع IMDb (الإنجليزية)
- ماري بوند ديفيس على موقع ميوزك برينز (الإنجليزية)
- ماري بوند ديفيس على موقع قاعدة بيانات برودواي على الإنترنت (الإنجليزية)
- ماري بوند ديفيس على موقع قاعدة بيانات الفيلم (الإنجليزية)